# دوور (استان پودلاسکی)
دوور (به لهستانی:  Dwór) یک روستا در لهستان است که در گمینا بیلسک پودلاسکی واقع شده‌است.